# Mnet Asian Music Awards de 2019
O Mnet Asian Music Awards 2019 (também chamado MAMA 2019) é uma premiação asiática que será realizada em Nagoia no Japão no dia 4 de dezembro pela CJ E&M e Mnet, ela será transmitida para o mundo inteiro através do VLive e YouTube. 

## Vencedores e Indicados

### Prêmios Principais
| Artista do Ano (Daesang) | Música do Ano (Daesang) |
| --- | --- |
| | |
| Álbum do Ano (Daesang) | Ícone Global do Ano (Daesang) |
| | |
| Grupo Masculino | Grupo Feminino |
| - Exo - Got7 - NCT 127 - Monsta X - BTS - Seventeen | - Blackpink - Twice - Red Velvet - Mamamoo - Iz One - GFriend |
| Artista Masculino | Artista Feminina |
| - Park Hyo-shin - Baekhyun - Mino - Taemin - Paul Kim | - Jennie - Chungha - Taeyeon - Heize - Hwasa |
| Melhor Performance de Dança de Grupo Masculino | Melhor Performance de Dança de Grupo Feminino |
| - Exo – "Tempo" - Got7 – "Eclipse" - NU'EST– "Bet Bet" - Monsta X – "Alligator" - BTS – "Boy with Luv" - Seventeen – "Fear" | - (G)I-dle – "Senorita" - Blackpink – "Kill This Love" - Twice – "Fancy" - Red Velvet – "Zimzalabim" - Iz One – "Violeta" - GFriend – "Sunrise"                                                                                       |
| Performance Dance Solo | Peformance Vocal Solo |
| - Sunmi – "Lalalay" - Jennie – "Solo" - Chungha – "Gotta Go" - Taemin – "Want" - Hwasa – "Twit" | - Kim Jae-hwan – "Begin Again" - Park Bom – "Spring" - Ben – "180 Degree" - Jang Beom-jun – "Karaoke" - Chen – "Beautiful Goodbye" - Taeyeon – "Four Seasons"                                                                         |
| Performance Vocal em Grupo | Melhor Colaboração |
| - AKMU – "How Can I Love the Heartbreak, You're the One I Love" - Winner – "Millions" - Davichi – "Unspoken Words" - Mamamoo – "Gogobebe" - Bolbbalgan4 – "Bom" - BtoB – "Beautiful Pain                                                          | - Soyou & Ovan – "Rain Drop" - Lee So-ra & Suga (BTS) – "Song Request" - Jang Hye-jin & Yoon Min-soo – "Drunk on Love - Chang Mo, Hash Swan, Ash Island & Kim Hyoeun – "Band" - Heize, Giriboi, & Suga (BTS) - We Don't Talk Together |
| Artista Masculino Revelação | Artista Feminina Revelação |
| - AB6IX - Ateez - Tomorrow X Together - Kang Daniel - Kim Jae-hwan - X1 | - Itzy - Rocket Punch - Bvndit - Everglow - Somi - Cherry Bullet |
| Best OST | Best Band Performance |
| - Gummy – "Remember Me" (Hotel del Luna) - Jannabi – "Take My Hand" (Romance Is a Bonus Book) - Jang Beom-jun – "Your Shampoo Scent In The Flowers" (Be Melodramatic) - Paul Kim – "So Long" (Hotel Del Luna) - HaJin – "We All Lie" (Sky Castle) | - Day6 – "Time of Our Life" - MC the Max – "After You've Gone" - Nell – "Let's Part" - N.Flying – "Rooftop" - Jannabi – "For Lovers Who Hesitate"                                                                                     |
| Best HipHop & Urban Music | |
| - Mino – "Fiancé" - Epik High (Feat Crush & IU) – "Love Drunk" - Woo Won-jae (Feat Giriboy) – "Taste" - Crush – "Nappa" - Heize – "She's Fine" | |